# وسام الشجاعة (الجزائر)
وسام الشجاعة هو وسام عسكري جزائري أنشأ في 21 يونيو 2015 يمنح هذا الوسام للعسكريين بالجيش الوطني الشعبي.

## شروط المنح
بتم منح هذا الوسام لكل عسكري اعتمادا على عدة شروط:
- تميز في القتال بعمل باهر.
- أظهر خصالا في إنجاز عمل شجاع:

1. في قتال العدو أثناء الحرب أو في ظروف مماثلة للحرب.
2. أثناء قيامه وأدائه بخدمة مأمور.
3. أثناء قيامه عمل فيه نكران للذات خدمة للصالح العام أو لإنقاذ حياة شخص أو عدة أشخاص.
4. أي عمل مماثل يعترف به بمقرر من وزير الدفاع الوطني.

### استثناء
يمكن أن يمنح هذا الوسام بعد وفاة العسكري الذي استحق هذا الوسام، ويسلم لذوي حقوق العسكريين المعنيين.

## المانح
يمنح وسام الشجاعة للجيش الوطني الشعبي بمرسوم من رئيس الجمهورية بناءا على اقتراح من وزير الدفاع.

## شخصيات تحصلت على الوسام
قائمة العسكريين الحاصلين على الوسام:
| # | الاسم          | الاسم | التاريخ        | المانح              | م                 |
| # | الاسم          | ملاحظات | التاريخ        | المانح              | م                 |
| - | -------------- | --- | -------------- | ------------------- | ----------------- |
| 1 | أحمد قايد صالح | نائب وزير الدفاع الوطني، رئيس أركان الجيش الوطني الشعبي، رتبة فريق | 4 يوليو 2015   | عبد العزيز بوتفليقة | [ 2 ] [ 3 ] [ 4 ] |
| 2 | بن علي بن علي  | قائد الناحية العسكرية الخامسة، رتبة فريق | 4 يوليو 2015   | عبد العزيز بوتفليقة | [ 2 ] [ 3 ] [ 4 ] |
| 3 | شعلال حمزة     | عسكري بالقوات الخاصة، رتبة رائد | 4 يوليو 2015   | عبد العزيز بوتفليقة | [ 2 ] [ 3 ] [ 4 ] |
| 4 | محمد مدين      | رئيس دائرة الاستعلام والأمن، رتبة فريق | 4 يوليو 2015   | عبد العزيز بوتفليقة | [ 2 ] [ 3 ] [ 4 ] |
| 5 | بن عدة ابراهيم | عسكري بالقوات البرية بالناحية العسكريةالسادسة، استشهد خلال استهداف مفرزةللجيش الوطني بتاريخ 9 فبراير 2020 حيث منع دخول المركبة بالقوة لكن الإنتحاري فجر نفسه، وأعلن داعش تبنيه الهجوم على القاعدة العسكرية الحدودية. | 14 فبراير 2020 | السعيد شنقريحة      | [ 5 ] [ 6 ] [ 7 ] |